# Сімпсони (сезон 16)
Шістнадцятий сезон мультсеріалу «Сімпсони» розпочався у США на каналі «Fox» 7 листопада 2004 і закінчився 15 травня 2005 року.

## Список серій
| № серії (загалом) | № серії (в сезоні) | Назва серії                                                                          | Режисер(и)       | Сценарист(и)     | Оригінальна дата показу | Код серії | Глядачів в США (млн) |
| --- | ------------------ | ------------------------------------------------------------------------------------ | ---------------- | ---------------- | ----------------------- | --------- | -------------------- |
| 336 | 1                  | «Treehouse of Horror XV» «Сімпсони і Гелоуїн XV»                                     | Девід Сільверман | Білл Оденкерк    | 7 листопада 2004        | FABF23    | 11.29                |
| «The Ned Zone» (укр. «Недова зона») — Гомер випадково б'є по голові Неда Фландерса кулею для боулінгу, після чого у Неда відкривається дар бачити майбутні смерті людей. «Four Beheadings with a Funeral» (укр. «Чотири вбивства і похорон») — Мешканці Спрінґфілда, як мешканці Лондона, у 1890 році, потерпають від убивці з бакенбардами. Тільки детективниця Елайза Сімпсон (Ліса) і її постійно здивований помічник доктор Бартлі (Барт) можуть розкрити цю справу «In the Belly of the Boss» (укр. «В животі у боса») — Професор Фрінк зменшує довічну дозу вітамінів, в яку потрапила Меґґі. Цю капсулу приймає містер Бернс. Для порятунку дівчинки Сімпсони стають біонавтами… |                    |                                                                                      |                  |                  |                         |           |                      |
| 337 | 2                  | «All's Fair in Oven War» «Всі засоби хороші у війні духовок»                         | Марк Кіркланд    | Метт Селман      | 14 листопада 2004       | FABF20    | 11.64                |
| Гомер купує Мардж нову кухню. Мардж подобається приготування їжі на новій кухні, настільки, що вона бере участь у конкурсі кращих пекарів. Тим часом у процесі ремонту Гомер викидає свої старі випуски журналу «Playdude», які згодом знаходить Барт і використовує як посібник про те, як жити холостяком. Запрошені зірки: Джеймс Каан та Томас Пінчон в ролі самих себе |                    |                                                                                      |                  |                  |                         |           |                      |
| 338 | 3                  | «Sleeping with the Enemy» «У ліжку з ворогом»                                        | Лорен МакМаллен  | Джон Вітті       | 21 листопада 2004       | FABF19    | 9.95                 |
| Барт отримує 100 балів за шкільний тест і вимагає обіцяної за це вечірки. На вечірці Мардж виявляє, що її діти виключають її постійну турботу, тому вона спрямовує її залишки на Нельсона… Тим часом однокласниці дражнять Лісу через її фігуру, що змушує її надмірно худнути. Запрошені зірки: Марсія Воллес в ролі Едни Крабапель |                    |                                                                                      |                  |                  |                         |           |                      |
| 339 | 4                  | «She Used to Be My Girl» «Вона була моєю подругою»                                   | Метью Настюк     | Тім Лонг         | 5 грудня 2004           | FABF22    | 10.81                |
| Мардж дізнається, що її стара шкільна знайома Хлоя стала відомою новинною телерепортеркою. Досягнення Хлої приводять у захват Лісу. Однак, Мардж не відпускає свою доньку разом з Хлоєю на жіночу конференцію ООН у столицю. Запрошені зірки: Кім Кетролл в ролі Хлої |                    |                                                                                      |                  |                  |                         |           |                      |
| 340 | 5                  | «Fat Man and Little Boy» «Товстун і малюк»                                           | Майк Андерсон    | Джоел Коен       | 12 грудня 2004          | FABF21    | 10.31                |
| Коли Барт пише свої фрази на футболках, він привертає увагу, і незабаром стає єдиним годувальником сім’ї. Гомер відчуває, що йому більше не має місця в родині. Щоб відчути себе більш корисним, Гомер починає проводити більше часу з Лісою… Запрошені зірки: Ерік Айдл в ролі Деклана Десмонда |                    |                                                                                      |                  |                  |                         |           |                      |
| 341 | 6                  | «Midnight Rx» «Опівнічний прийом»                                                    | Ненсі Круз       | Марк Уілмор      | 16 січня 2005           | FABF16    | 8.11                 |
| Містер Бернс анулює план продажу ліків за рецептом за рахунок АЕС. Ця ініціатива швидко поширюється на все місто. У Гомера з’являється план: отримати фальшиве посвідчення особи громадянина Канади, поїхати туди, купити дешеві ліки і контрабандою ввезти їх до США. Якось дід Сімпсон, Нед і Апу приєднуються до Гомера в його наступній поїздці, яка стає невдалою… |                    |                                                                                      |                  |                  |                         |           |                      |
| 342 | 7                  | «Mommie Beerest» «Пивна матуся»                                                      | Марк Кіркланд    | Майкл Прайс      | 30 січня 2005           | GABF01    | 9.97                 |
| Коли санітарний інспектор, старий друг Мо, вмирає, його замінюють більш жорстким інспектором, який закриває бар, і вимагає щоб Мо виправив всі знайдені порушення. Через це Гомер вирішує повторно закласти свій будинок, щоб заплатити за ремонт таверни Мо. Мардж дізнається про це і, щоб повернути свої гроші, стає діловим партнером Мо. Вона вирішує перетворити бар у британський паб, який починає користуватися успіхом. |                    |                                                                                      |                  |                  |                         |           |                      |
| 343 | 8                  | «Homer and Ned's Hail Mary Pass» «Гомер і Аве Марія Неда»                            | Стівен Дін Мур   | Тім Лонг         | 6 лютого 2005           | GABF02    | 23.07                |
| Гомер починає навчати спортсменів своїх танців і бере на себе відповідальність за шоу під час фіналу чемпіонату Американського футболу. Тим часом Нед створює надто кривавий фільм про історії з Біблії, що обурює Мардж. Запрошені зірки: Том Бреді, Мішель Кван, Яо Мін, Воррен Сапп і Леброн Джеймс в ролі самих себе |                    |                                                                                      |                  |                  |                         |           |                      |
| 344 | 9                  | «Pranksta Rap» «Жартівливий реп»                                                     | Майк Андерсон    | Метт Селман      | 13 лютого 2005          | GABF03    | 8.01                 |
| Гомер і Мардж не дозволяють Барту йти на реп-концерт, тому він втікає і розповідає батькам про те, що його викрали, але шеф Віггам вважає, що викрадач — Кірк ван Гутен, і заарештовує його. Завдяки цьому Віггама підвищують до офіцера поліції… Запрошені зірки: 50 Cent в ролі самого себе |                    |                                                                                      |                  |                  |                         |           |                      |
| 345 | 10                 | «There’s Something About Marrying» «Дещо про шлюб»                                   | Ненсі Круз       | Дж. Стюарт Бернс | 20 лютого 2005          | GABF04    | 10.39                |
| Мандрівний репортер з телешоу, потрапляє у Спрінґфілд і ставить місту найнижчий рейтинг туристичної привабливості. Виправити ситуацію пропонує Ліса дозволивши одностатеві шлюби. Коли отець Лавджой відмовляється реєструвати такі шлюби, Гомер онлайн отримує сан священика заочно. Коли він організовує у своєму будинку весілля для гомосексуалів, Патті зізнається, що вона — лесбійка і хоче одружитися з жінкою. Це не подобається Мардж. |                    |                                                                                      |                  |                  |                         |           |                      |
| 346 | 11                 | «On a Clear Day I Can't See My Sister» «У ясний день не побачу свою сестру»          | Боб Андерсон     | Джефф Вестбрук   | 6 березня 2005          | GABF05    | 10.39                |
| Ліса втомлюється від Бартових витівок і подає на нього до суду. В результаті, вона отримує заборону проти брата, змушуючи його жити на задньому дворі. Тим часом Гомер замінює свого батька на роботі у «Дури-Марті» (англ. «Sprawl-Mart»). Запрошені зірки: Джейн Качмарек в ролі судді Констанції Шкоди, Гері Б'юзі в ролі самого себе |                    |                                                                                      |                  |                  |                         |           |                      |
| 347 | 12                 | «Goo Goo Gai Pan» «Сельма Сімпсон»                                                   | Ленс Крамер      | Дана Гулд        | 13 березня 2005         | GABF06    | 10.28                |
| Під час здачі містером Бернсом іспиту з водіння Сельму кидає в жар. Доктор Гібберт пояснює Сельмі, що у неї почалася менопауза. Сельма вирішує завести дитину, щоб не постаріти на самоті. Їй радять усиновлення, але Спрінґфілдський притулок порожній. Ліса пропонує вдочерити дівчинку з Китаю, однак Китайський уряд дозволяє усиновлення тільки для одружених пар. Сельма записує в якості чоловіка Гомера і Сімпсони їдуть в Китай… Запрошені зірки: Люсі Лью в ролі Мадам Ву, Роберт Вагнер в ролі самого себе |                    |                                                                                      |                  |                  |                         |           |                      |
| 348 | 13                 | «Mobile Homer» «Мобільний Гомер»                                                     | Реймонд Персі    | Тім Лонг         | 20 березня 2005         | GABF07    | 8.49                 |
| Коли Гомера вкотре мало не вбиває дверима гаража, Мардж пропонує йому застрахуватися від нещасного випадку. Вона починає економити гроші на чорний день, але Гомер витрачає заощадження на аванс за автофургон. Мардж перестає розмовляти з Гомером, і він запрошує до себе інших власників фургонів, які заповнюють весь двір… |                    |                                                                                      |                  |                  |                         |           |                      |
| 349 | 14                 | «The Seven-Beer Snitch» «Щур у в’язниці»                                             | Метью Настюк     | Білл Оденкерк    | 3 квітня 2005           | GABF08    | 7.48                 |
| Після того, як місто впроваджує нові закони, Гомер заарештований за те, що він копав п’ять разів одну банку з-під пива. Він потрапляє в нову державну в’язницю, де він стає стукачем. Тим часом Барт і Ліса з’ясовують, що у Сніжка II є друга родина. Запрошені зірки: Джо Мантенья в ролі Жирного Тоні, Чарльз Неп'єр в ролі офіцера Кракні, Френк Гері в ролі самого себе |                    |                                                                                      |                  |                  |                         |           |                      |
| 350 | 15                 | «Future-Drama» «Футу-драма»                                                          | Майк Андерсон    | Метт Селман      | 17 квітня 2005          | GABF12    | 8.31                 |
| Барт і Ліса випадково падають до підвалу професора Фрінка, який показує їм їхнє майбутнє підліткове життя – період, коли вони готуються до шкільного випускного, а Гомер з Мардж живуть нарізно… Запрошені зірки: Емі Полер в ролі Дженди, Марсія Воллес в ролі Едни Крабапель, в ролі Едни Кра Джон ДіМаджіо в ролі Бендера |                    |                                                                                      |                  |                  |                         |           |                      |
| 351 | 16                 | «Don't Fear the Roofer» «Не бійся покрівельника»                                     | Марк Кіркланд    | Кевін Карен      | 1 травня 2005           | GABF10    | 11.92                |
| Гомер знайомиться з покрівельником Реєм Магіні. Виявивши багато спільного, Гомер і Рей стали нерозлучними друзями. Однак, Мардж вважає, що Рей є вигадкою уяви Гомера, і звертається за радикальною допомогою до доктора Гібберта, щоб Гомер забув про Рея. Запрошені зірки: Рей Романо в ролі Рея Магіні, Стівен Гокінг в ролі самого себе |                    |                                                                                      |                  |                  |                         |           |                      |
| 352 | 17                 | «The Heartbroke Kid» «Дитина з розбитим серцем»                                      | Стівен Дін Мур   | Ієн Макстон-Ґрем | 1 травня 2005           | GABF11    | 10.79                |
| Спрингфілдська початкова школа оголошує конкурс на кращий торговий автомат. Ліса виявляє, що закуски переможця містять шкідливі речовини. Від такої їжі Барт стає жирним, і його відправляють у дорогий табір для схуднення. Щоб розплатитися з боргами за Бартове лікування, Гомер і Мардж змушені здати частину будинку німецьким студентам. Запрошені зірки: Альберт Брукс в ролі Таба Спенґлера |                    |                                                                                      |                  |                  |                         |           |                      |
| 353 | 18                 | «A Star Is Torn» «Зірка обірвалася»                                                  | Ненсі Круз       | Керолін Омайн    | 8 травня 2005           | GABF13    | 8.72                 |
| Ліса співає для сім’ї пісню «Hush, Little Baby» (в українському дубляжі пісню «Люлі, люлі, прилетіли гулі…»), настільки добре, що її вирішують виставити на змагання… Запрошені зірки: Фантазія Барріно в ролі Клариси Віллінґтон |                    |                                                                                      |                  |                  |                         |           |                      |
| 354 | 19                 | «Thank God, It's Doomsday» «Слава Богу, сьогодні кінець світу»                       | Майкл Меркантел  | Дон Пейн         | 8 травня 2005           | GABF14    | 10.05                |
| Барт, Ліса і Гомер пішли в кіно, де показували фільм про кінець світу. Після простих розрахунків Гомер з’ясовує, що кінець світу настане через тиждень. Однак ніхто не вірить йому, доти, поки він не пророкує, що «зірки впадуть на Землю», що і сталося… |                    |                                                                                      |                  |                  |                         |           |                      |
| 355 | 20                 | «Home Away From Homer» «Дім вдалині від Гомера»                                      | Боб Андерсон     | Джоел Коен       | 15 травня 2005          | GABF15    | 8.17                 |
| Після того, як Гомер публічно принижує Неда Фландерса, сім’я останнього переїжджає до Ідеалбургу (англ. Humbleton), штат Пенсільванія, де зроблені улюблені фігурки Неда. Тим часом спортивний тренер переїжджає у будинок Фландерсів і викликає хаос. Запрошені зірки: Джейсон Бейтман в ролі самого себе |                    |                                                                                      |                  |                  |                         |           |                      |
| 356 | 21                 | «The Father, The Son, and The Holy Guest Star» «Батько, син і свята запрошена зірка» | Майкл Полчіно    | Метт Ворбертон   | 15 травня 2005          | GABF09    | 9.69                 |
| Барта звинувачують у розіграші на середньовічному фестивалі, через що його направляють в католицьку школу. Єдиний, хто там виявив інтерес до Барта – отець Шон. Він показує йому житіє святих у вигляді коміксів. Мардж боїться, що Барт перетвориться в католика і просить Гомера наставити сина на «шлях істинний». Запрошені зірки: Ліам Нісон в ролі отця Шона |                    |                                                                                      |                  |                  |                         |           |                      |